# Lizandra
A Lizandra a Lizander férfinév női párja.

## Gyakorisága
Az 1990-es években szórványos név, a 2000-es években nem szerepel a 100 leggyakoribb női név között.

## Névnapok
- január 18. [2]
- március 13.[2]